# Geirrød
Geirrød er en sagnkonge i nordisk mytologi, han er far til Agnar, som overtog hans rige, da han døde.
| Nordisk mytologi | Spire Denne artikel om nordisk religion og mytologi er en spire som bør udbygges. Du er velkommen til at hjælpe Wikipedia ved at udvide den. |